# Shayne Gostisbehere
Shayne Gostisbehere (ur. 20 kwietnia 1993 w Pembroke Pines) – amerykański hokeista występujący na pozycji obrońcy w Philadelphia Flyers z National Hockey League (NHL). 

## Kariera
Shayne Gostisbehere został wybrany przez Philadelphia Flyers z 78. numerem w trzeciej rundzie NHL Entry Draft 2012. W kwietniu 2014 zawodnik podpisał entry-level contract z Flyers. W listopadzie 2014 zerwał więzadło krzyżowe przednie, co wykluczyło go z gry do końca sezonu 2014–2015. W debiutanckim pełnym sezonie 2015–2016 wybrano go do NHL All-Rookie Team i zajął drugie miejsce w głosowaniu na najlepszego debiutanta. W czerwcu 2017 zawodnik porozumiał się z drużyną z Filadelfii w sprawie 6-letniego kontraktu o wartości 27 mln dolarów.
Nosi przydomek „Ghost”.

## Statystyki

### Sezon zasadniczy i play-off
| 2011–12     | Union Dutchmen         | ECAC        | 41  | 5  | 17  | 22  | 20 | —  | — | — | — | — |
| 2012–13     | Union Dutchmen         | ECAC        | 36  | 8  | 18  | 26  | 39 | —  | — | — | — | — |
| 2013–14     | Union Dutchmen         | ECAC        | 42  | 9  | 25  | 34  | 26 | —  | — | — | — | — |
| 2013–14     | Adirondack Phantoms    | AHL         | 2   | 0  | 0   | 0   | 2  | —  | — | — | — | — |
| 2014–15     | Lehigh Valley Phantoms | AHL         | 5   | 0  | 5   | 5   | 0  | —  | — | — | — | — |
| 2014–15     | Philadelphia Flyers    | NHL         | 2   | 0  | 0   | 0   | 0  | —  | — | — | — | — |
| 2015–16     | Lehigh Valley Phantoms | AHL         | 14  | 2  | 8   | 10  | 6  | —  | — | — | — | — |
| 2015–16     | Philadelphia Flyers    | NHL         | 64  | 17 | 29  | 46  | 24 | 6  | 1 | 1 | 2 | 4 |
| 2016–17     | Philadelphia Flyers    | NHL         | 76  | 7  | 32  | 39  | 32 | —  | — | — | — | — |
| 2017–18     | Philadelphia Flyers    | NHL         | 78  | 13 | 52  | 65  | 25 | 6  | 1 | 0 | 1 | 4 |
| NHL łącznie | NHL łącznie            | NHL łącznie | 220 | 37 | 113 | 150 | 81 | 12 | 2 | 1 | 3 | 8 |

### Międzynarodowe
| Rok                | Drużyna            | Turniej            | Wynik              | M | G | A | Pkt | Min |
| ------------------ | ------------------ | ------------------ | ------------------ | - | - | - | --- | --- |
| 2013               | Stany Zjednoczone  | MŚJ                | 1st                | 6 | 1 | 1 | 2   | 25  |
| 2016               | Team North America | PŚ                 | 5                  | 3 | 0 | 4 | 4   | 4   |
| Juniorskie łącznie | Juniorskie łącznie | Juniorskie łącznie | Juniorskie łącznie | 6 | 1 | 1 | 2   | 25  |
| Seniorskie łącznie | Seniorskie łącznie | Seniorskie łącznie | Seniorskie łącznie | 3 | 0 | 4 | 4   | 4   |